# Carcelia abrelicta
Carcelia abrelicta là một loài ruồi trong họ Tachinidae.